# Кансај
Кансај (Јапански:関西地方, Kansai-chihō) или Кинки (Јапански:近畿地方, Kinki-chihō) је географско подручје и регион у Јапану, на највећем острву Хоншу. Налази се јужном делу овог острва.
Регион се састоји од седам префектура: Нара, Вакајама, Мије, Кјото, Осака, Хјого и Шига. Понекад се префектуре Фукуи и Токушима такође рачунају као делови овог региона.